# 1930 FIFAワールドカップ・グループD
1930 FIFAワールドカップ グループDではアメリカ・パラグアイ・ベルギーの3チームが組んだ。7月13日から7月20日まで3試合行い、アメリカが決勝トーナメントへ進出した。

## 試合結果
| チーム         | 勝ち点 | 試合数 | 勝 | 分 | 敗 | 得点 | 失点 | 得失点差 |
| -------------- | ------ | ------ | -- | -- | -- | ---- | ---- | -------- |
| アメリカ合衆国 | 4      | 2      | 2  | 0  | 0  | 6    | 0    | +6       |
| パラグアイ     | 2      | 2      | 1  | 0  | 1  | 1    | 3    | -2       |
| ベルギー       | 0      | 2      | 0  | 0  | 2  | 0    | 4    | -4       |

| 1930年7月13日 15:00 |

| アメリカ合衆国                    | 3–0 | ベルギー |
| マギー 41分, 45分 パテナウト 88分 |     |          |

| モンテビデオ, エスタディオ・パルケ・セントラル 観客: +15000人 主審: Macias (アルゼンチン) |

| 1930年7月17日 14:45 |

| アメリカ合衆国              | 3–0 | パラグアイ |
| パテナウト 10分, 15分, 50分 |     |            |

| モンテビデオ, エスタディオ・パルケ・セントラル 観客: ~20000人 主審: Macias (アルゼンチン) |

| 1930年7月20日 15:00 |

| パラグアイ            | 1–0 | ベルギー |
| バーガス・ペニャ 40分 |     |          |

| モンテビデオ, エスタディオ・センテナリオ 観客: ~12000 主審: Vallarino (ウルグアイ) |